# دوریلیوم
دوریلیوم (یونانی: Δορύλαιον)، شهری باستانی در منطقه آناتولی که هم‌اکنون منطقه باستانی در ۱۰ کیلومتری جنوب غربی شهر اسکی‌شهر ترکیه است که قدمت آن به ۴ قرن پیش از میلاد بازمی‌گردد.